# Signe Branderová
Signe Viola Branderová (nepřechýleně Signe Brander; 15. dubna 1869 – 17. května 1942) byla finská fotografka. Je známá především dokumentováním měnících se městských panorám Helsinek a každodenního života obyvatel města na počátku 20. století.

## Životopis
Branderová se narodila v obci Parkano a dětství a mládí prožila v Kokkole. Poté, co její otec celní úředník v roce 1891 zemřel, se rodina přestěhovala do Helsinek. Tam Branderová absolvovala kurz na Univerzitě umění a designu, aby se stala učitelkou kreslení, ale později se zaměřila na fotografii, pracovala například v ateliéru Daniela Nyblina.

## Fotografování města
V roce 1906 založilo město Helsinky úřad pro starožitnosti. Jednou z jejích povinností bylo dokumentovat měnící se město na fotografiích. Představenstvo najalo Branderovou. Přestože na počátku 20. století nebyl fotograf žádnou vzácností, fotografů se specializací na architekturu měst bylo málo.
Fotografická dokumentační práce začala v roce 1907 a skončila v roce 1913. Výsledkem bylo 907 fotografií měnících se městských panoramat. Projekt byl pečlivě naplánován a městské plánovací a stavební úřady poskytly informace radě pro starožitnosti a Branderové. Měla však velkou svobodu vyjádřit svou uměleckou vizi.
V obtížném a stísněném městském prostředí musel mít fotograf technické znalosti, kompoziční dovednosti a schopnost kreativního řešení problémů. Kvůli hmotnosti fotografického vybavení byl úkol také fyzicky náročný. Branderová si k přepravě svého vybavení často najímala kočár tažený koňmi. Na nejnáročnějších fotografických úkolech měla zřejmě i asistenta.

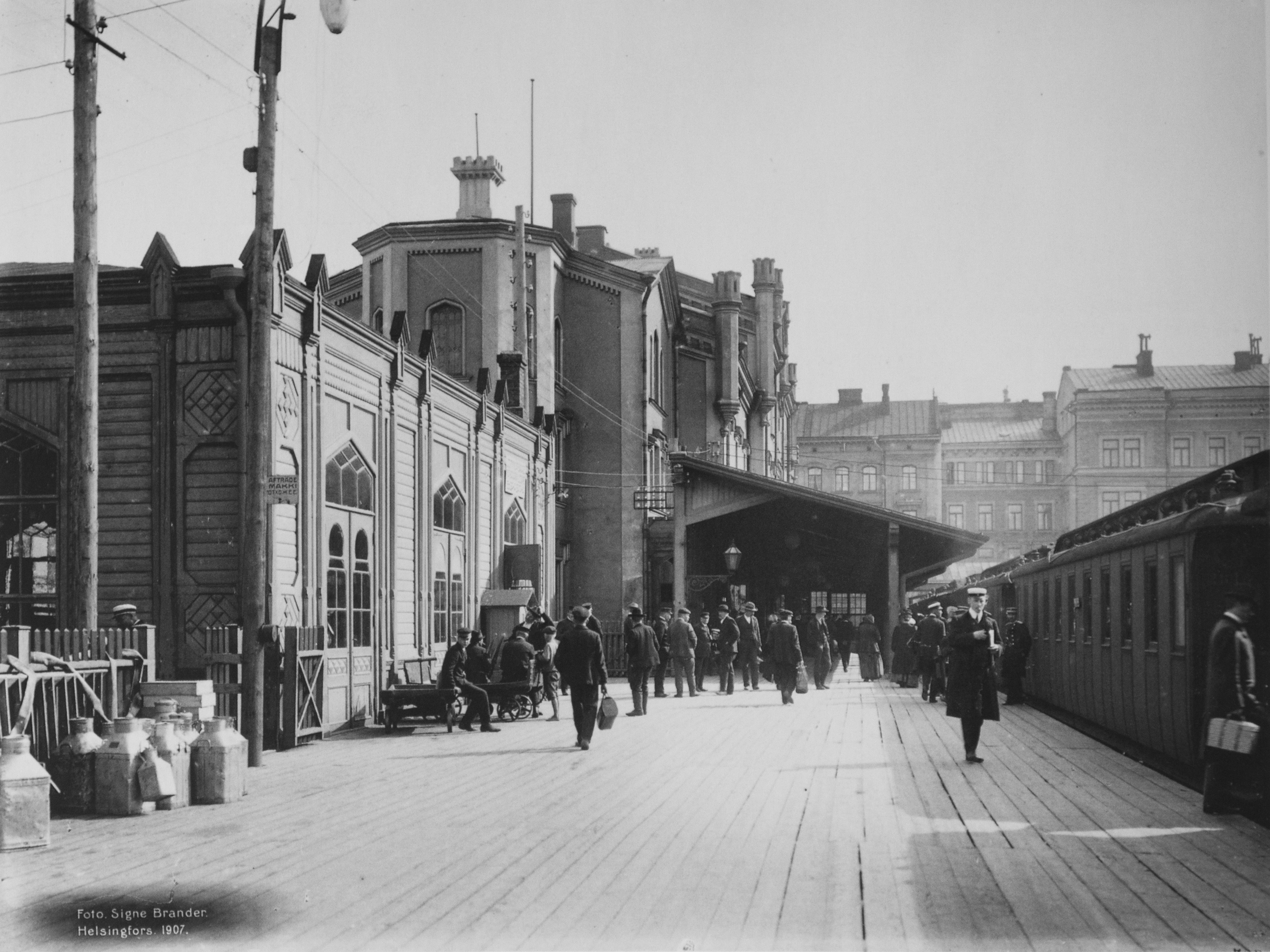
Staré nádraží v Helsinkách, 1907
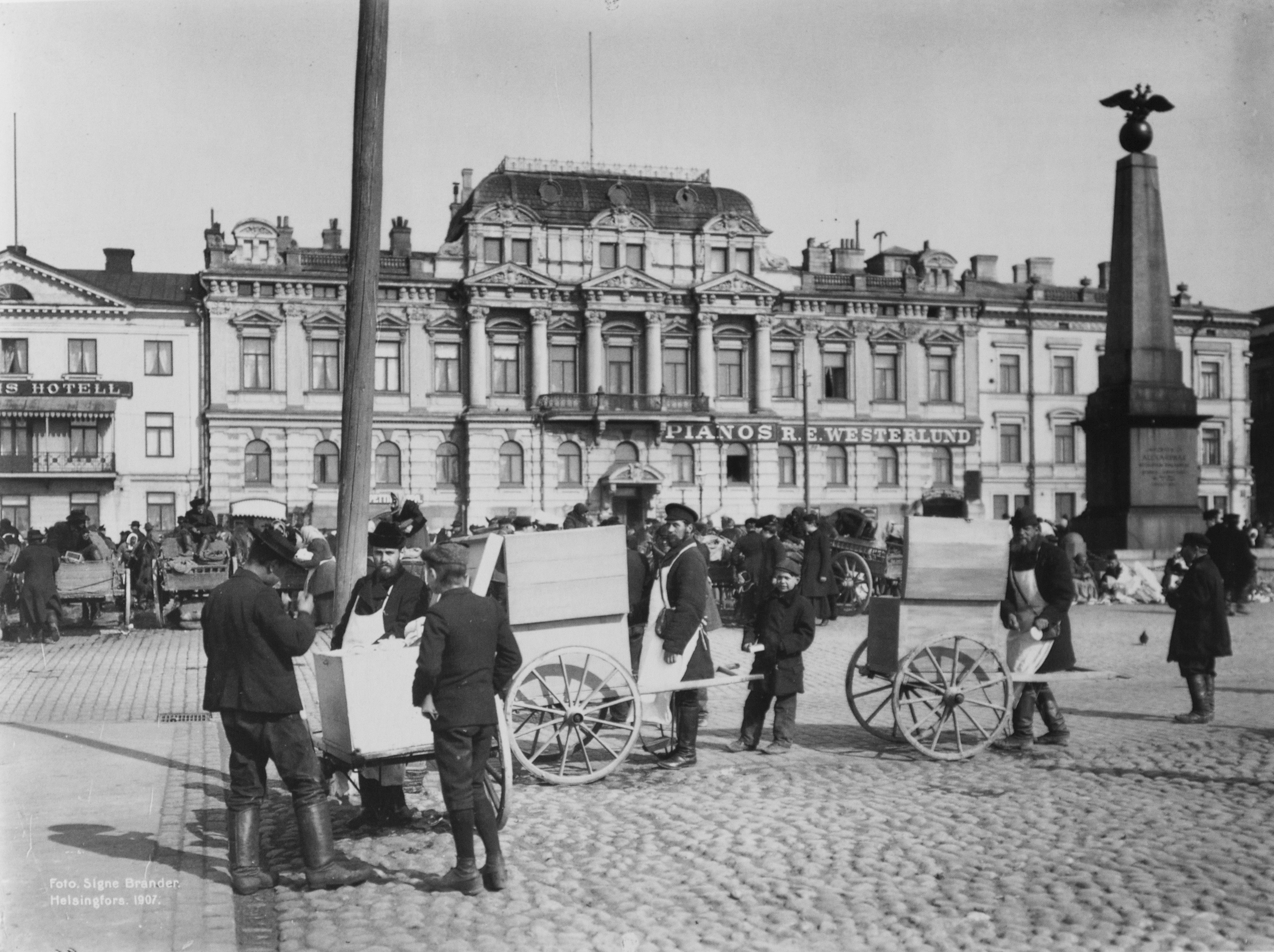
Tržní náměstí, 1907
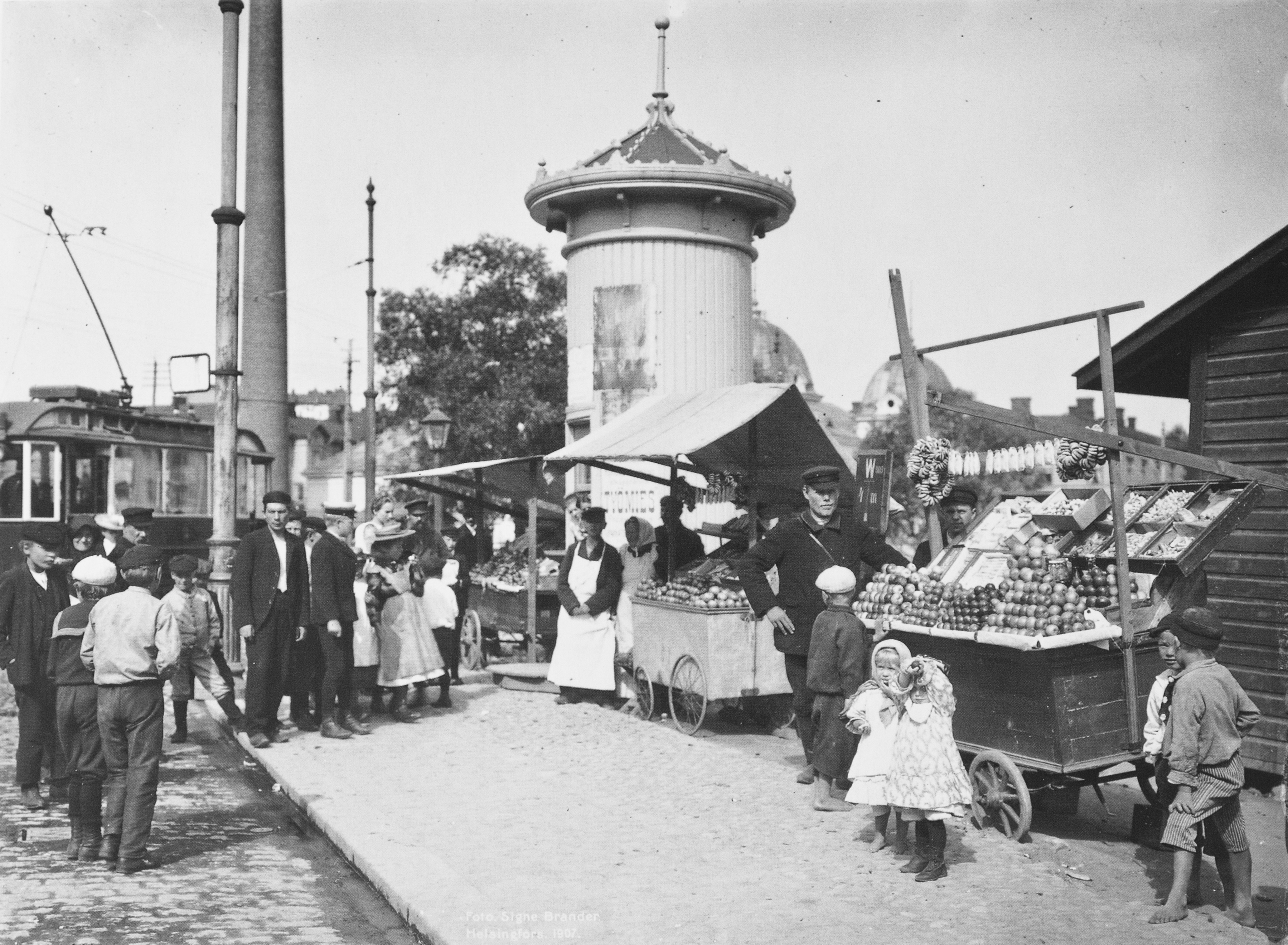
Náměstí Hakaniemi, 1907
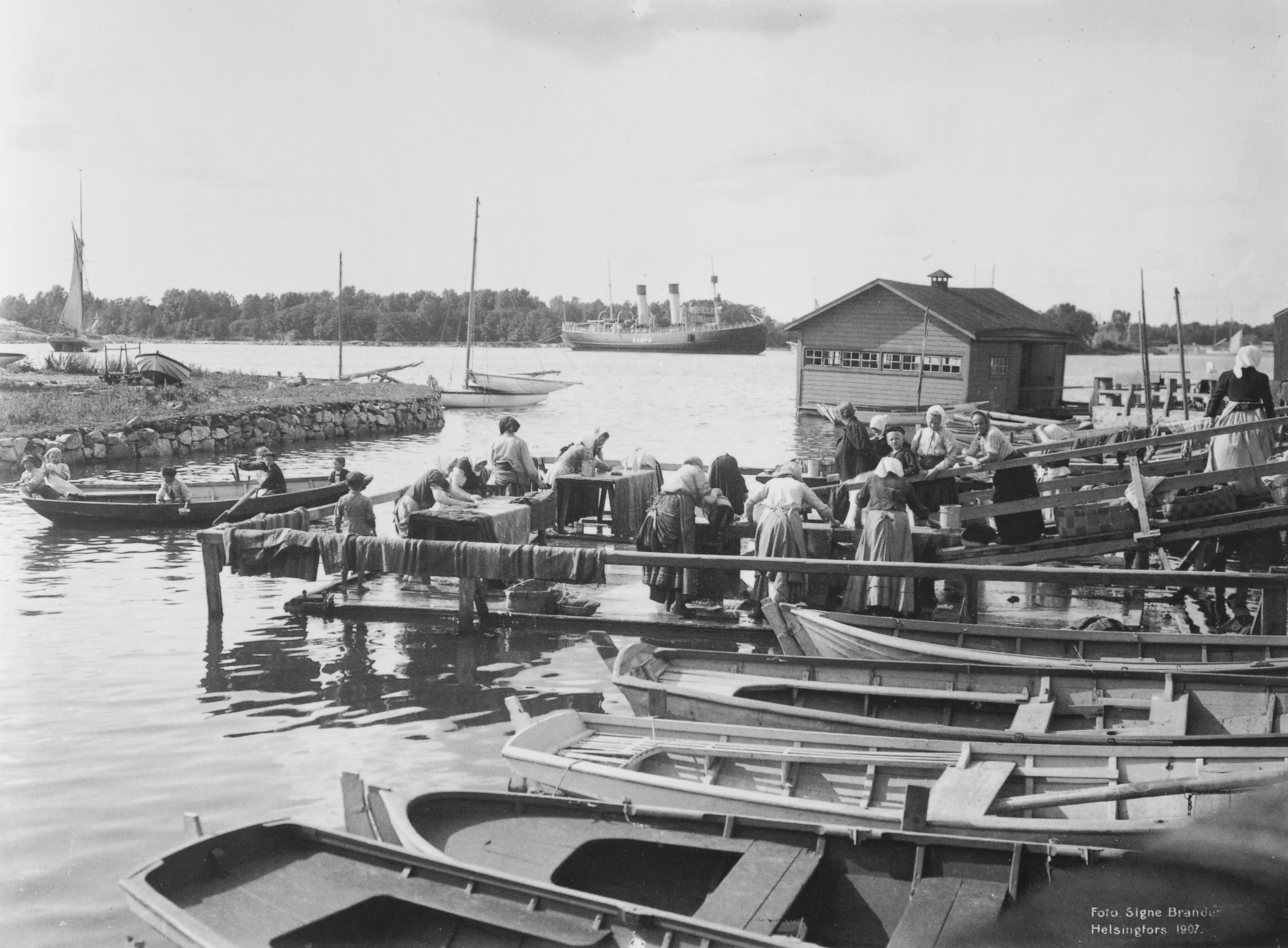
Munkkisaari, 1907
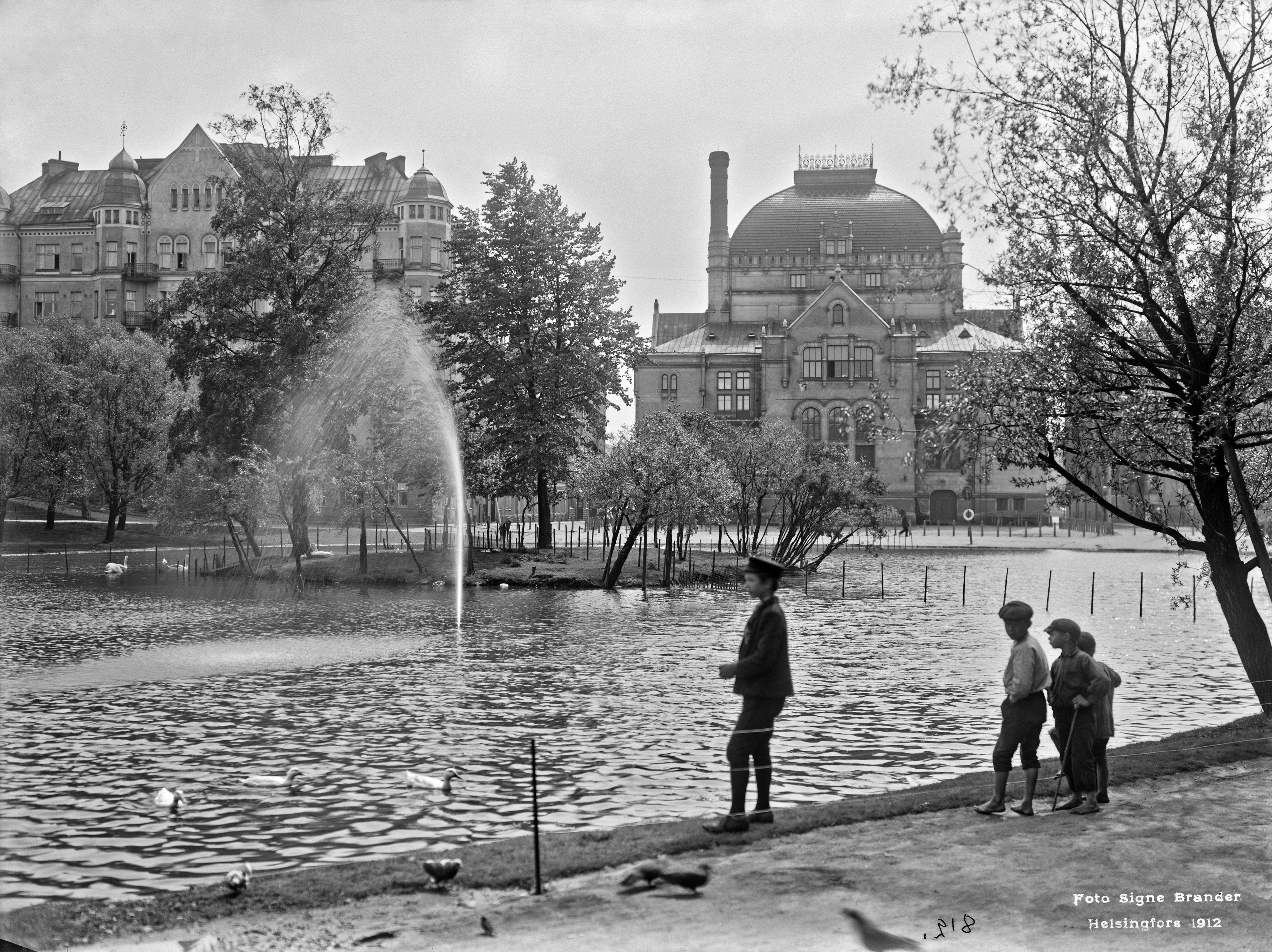
Park Kaisaniemi, 1912
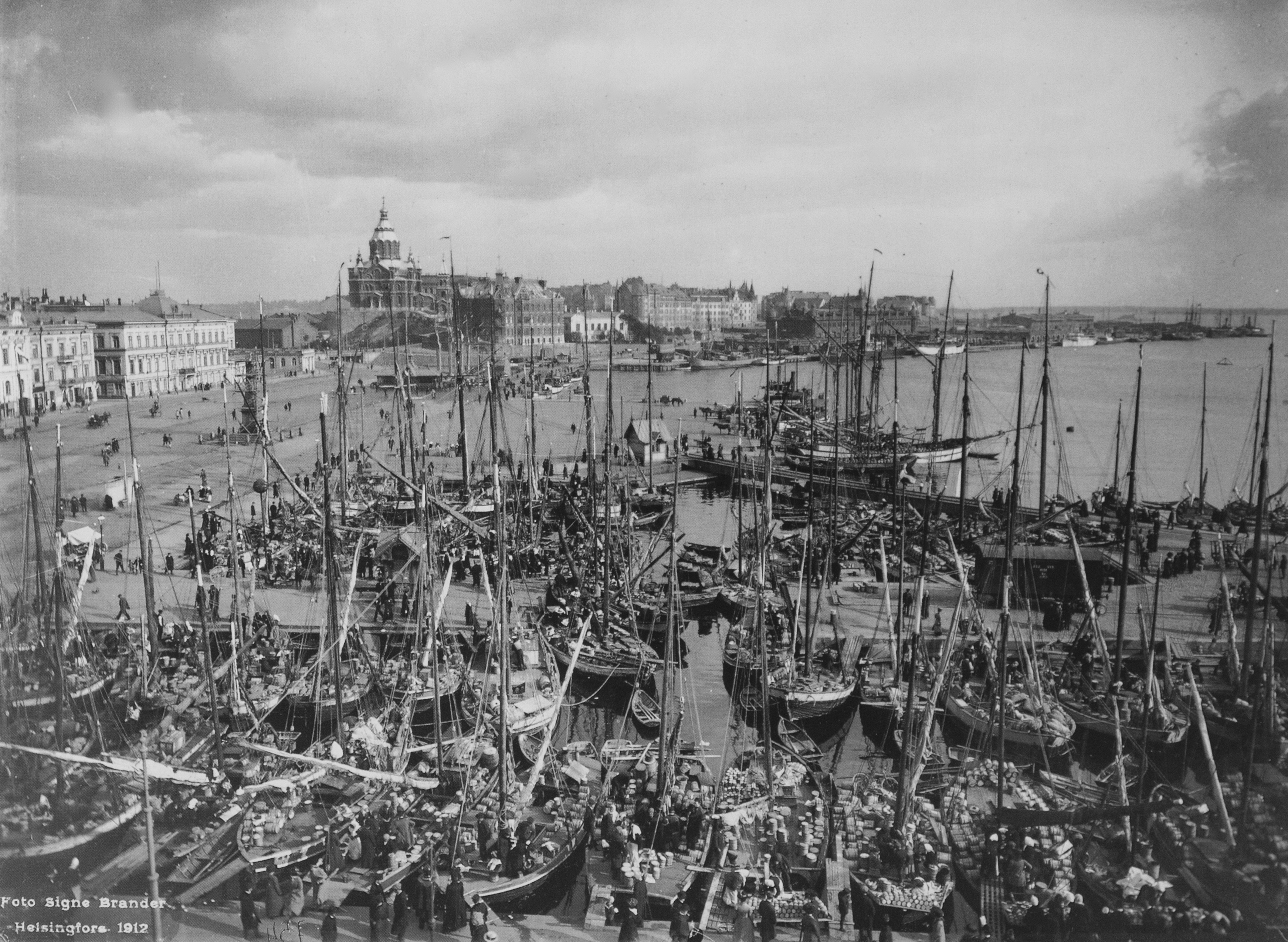
Jižní přístav, Helsinki, 1912
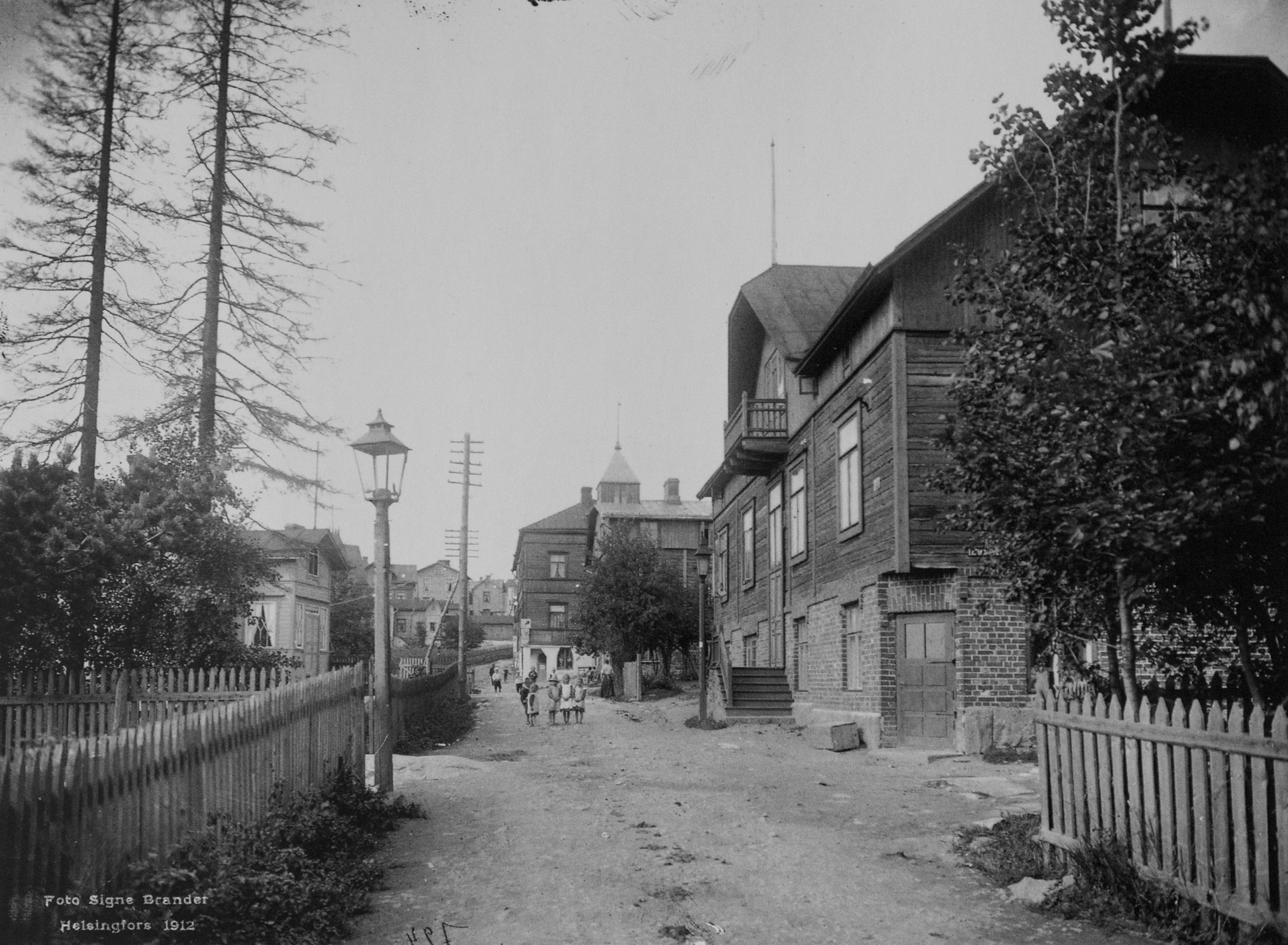
Hertankatu, 1912
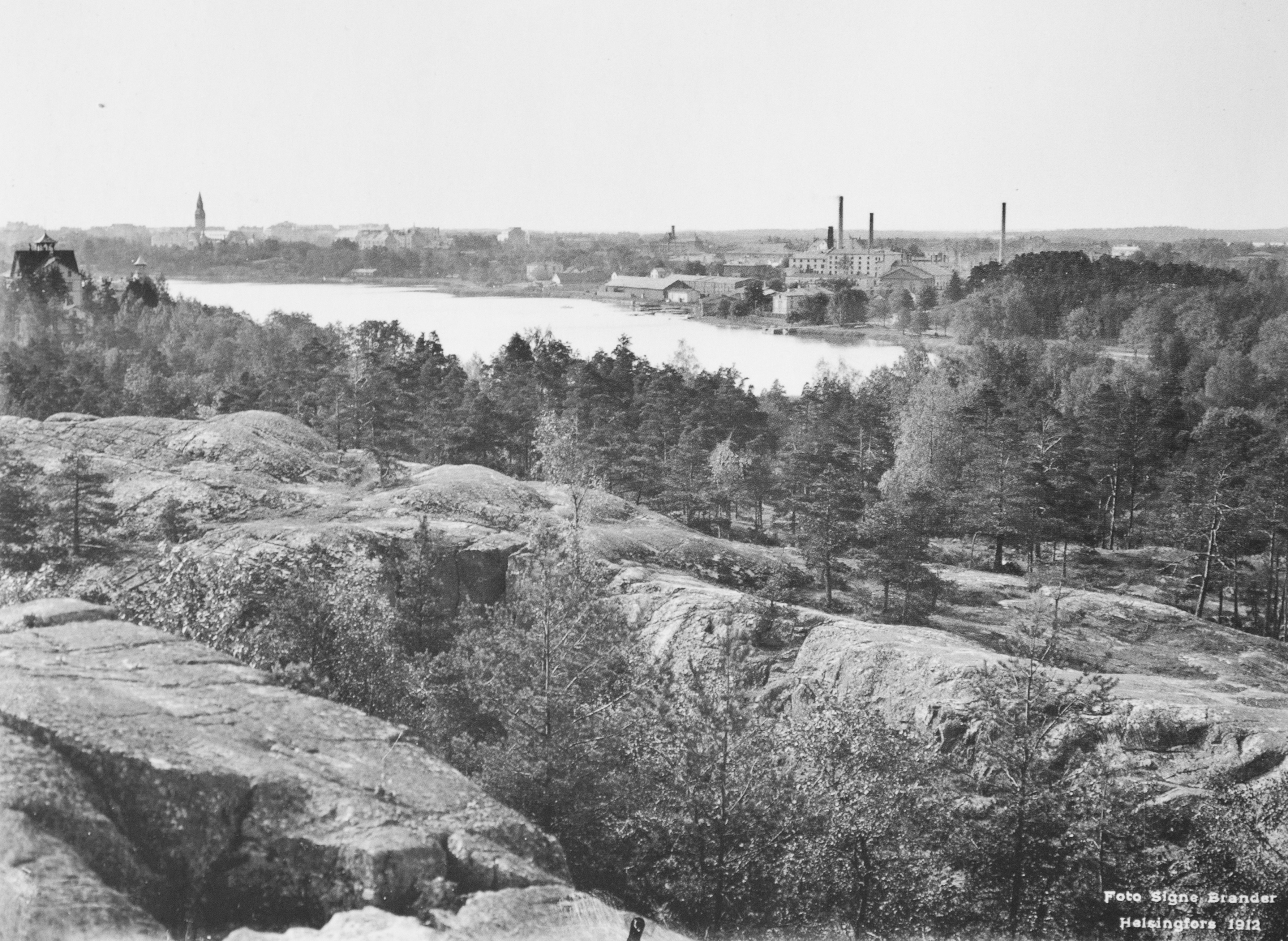
Zátoka Töölönlahti, 1912

## Lidé, válečné vzpomínky a statky
Kromě svých fotografických dovedností měla Branderová také umělecké vidění díky studiu kresby a její fotografie byly ve svém výrazu, kompozici a použití světla v nejlepším případě téměř vizuálním uměním. Ústředním ideálem fotografií v té době však byla ostrost a detail fotografie, které umožňovaly jejich správnou reprodukci. Fotografie Branderové zachycují prominenty, každodenní obyvatele Helsinek. Neustále patří mezi nejoblíbenější v katalogu objednávek Městského muzea v Helsinkách.
Branderová měla také další fotografické projekty. V roce 1907 cestovala po Finsku a fotografovala stará bojiště pro pamětní knihu stého výročí finské války. V roce 1910 zahájila projekt, který trval 20 let, fotografování finských statků; projekt nakonec vygeneroval přes 2000 fotografií. Některé z těchto fotografií byly publikovány v knize Herrgårdar i Finland (1928–1929).

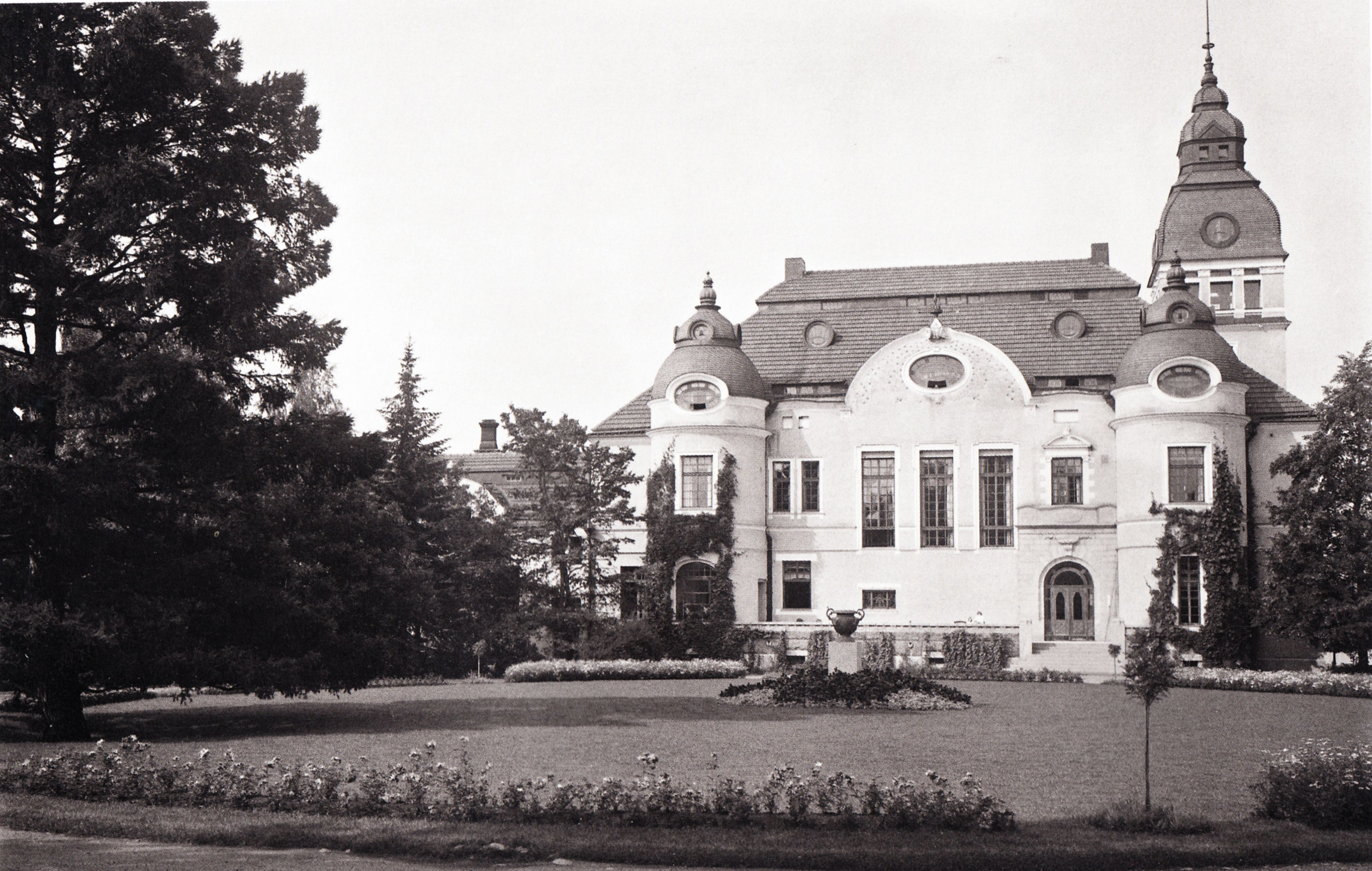
Panství Kirjola, 1912
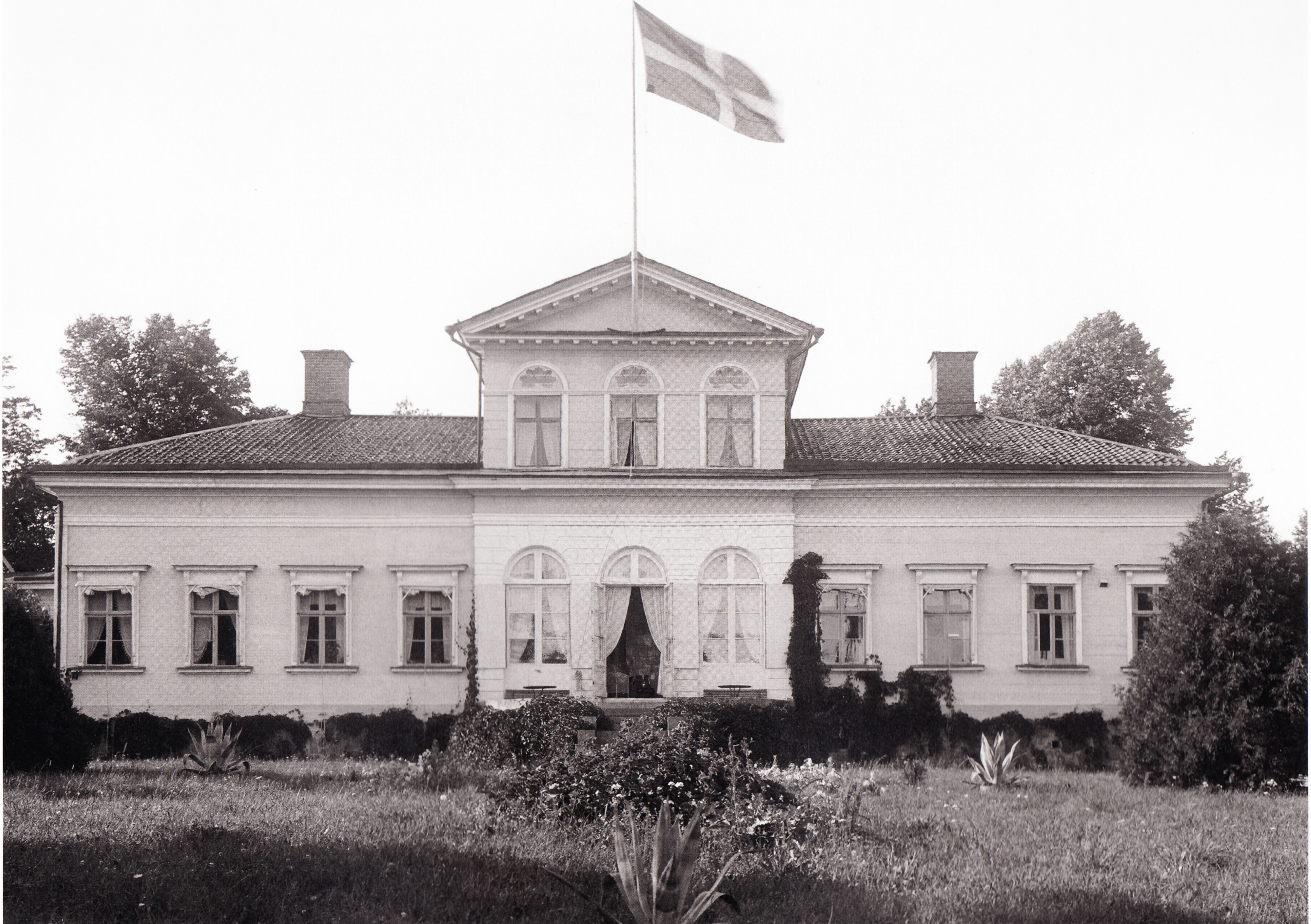
Artukainen statek, před rokem 1917
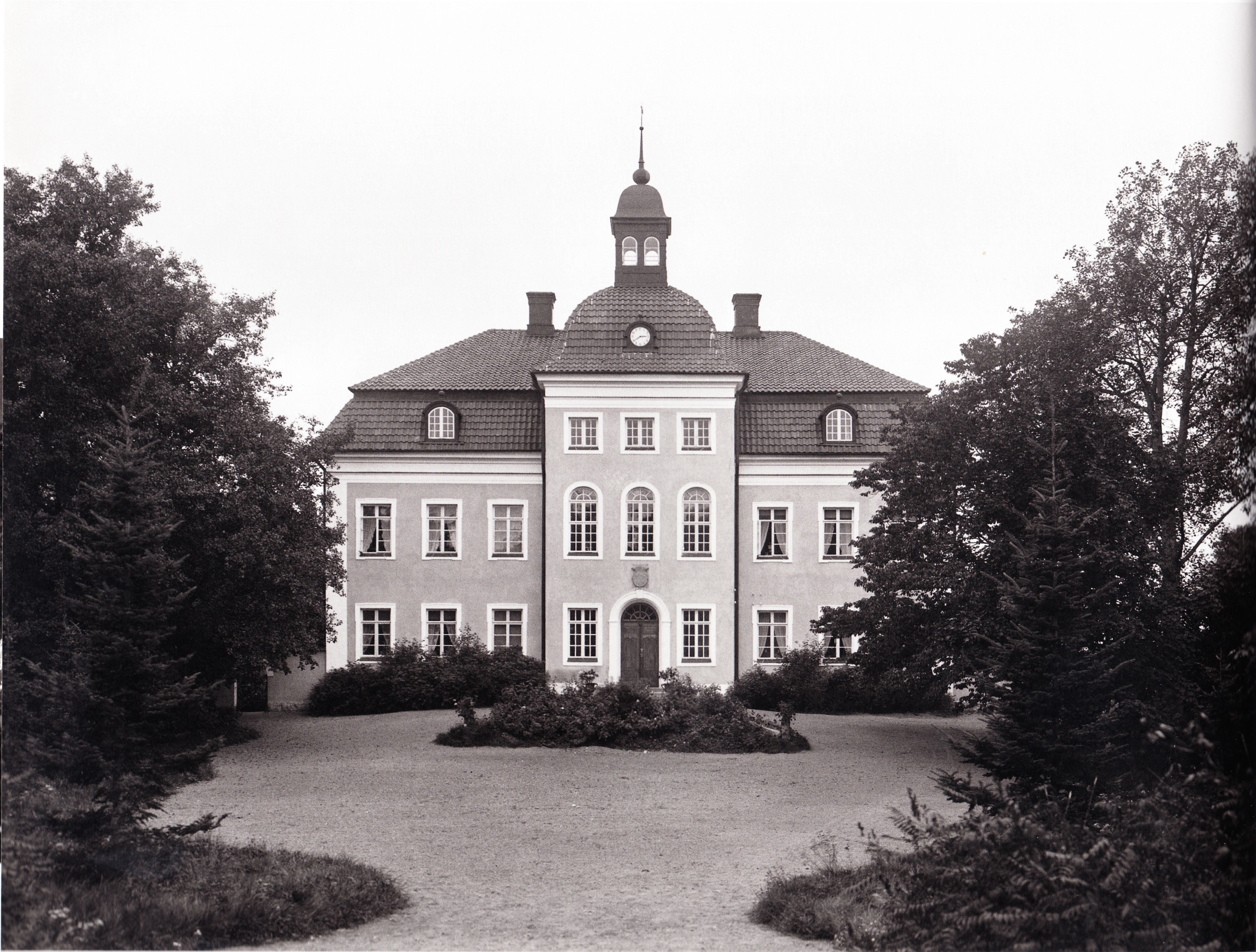
Panství Tenhola, před rokem 1920
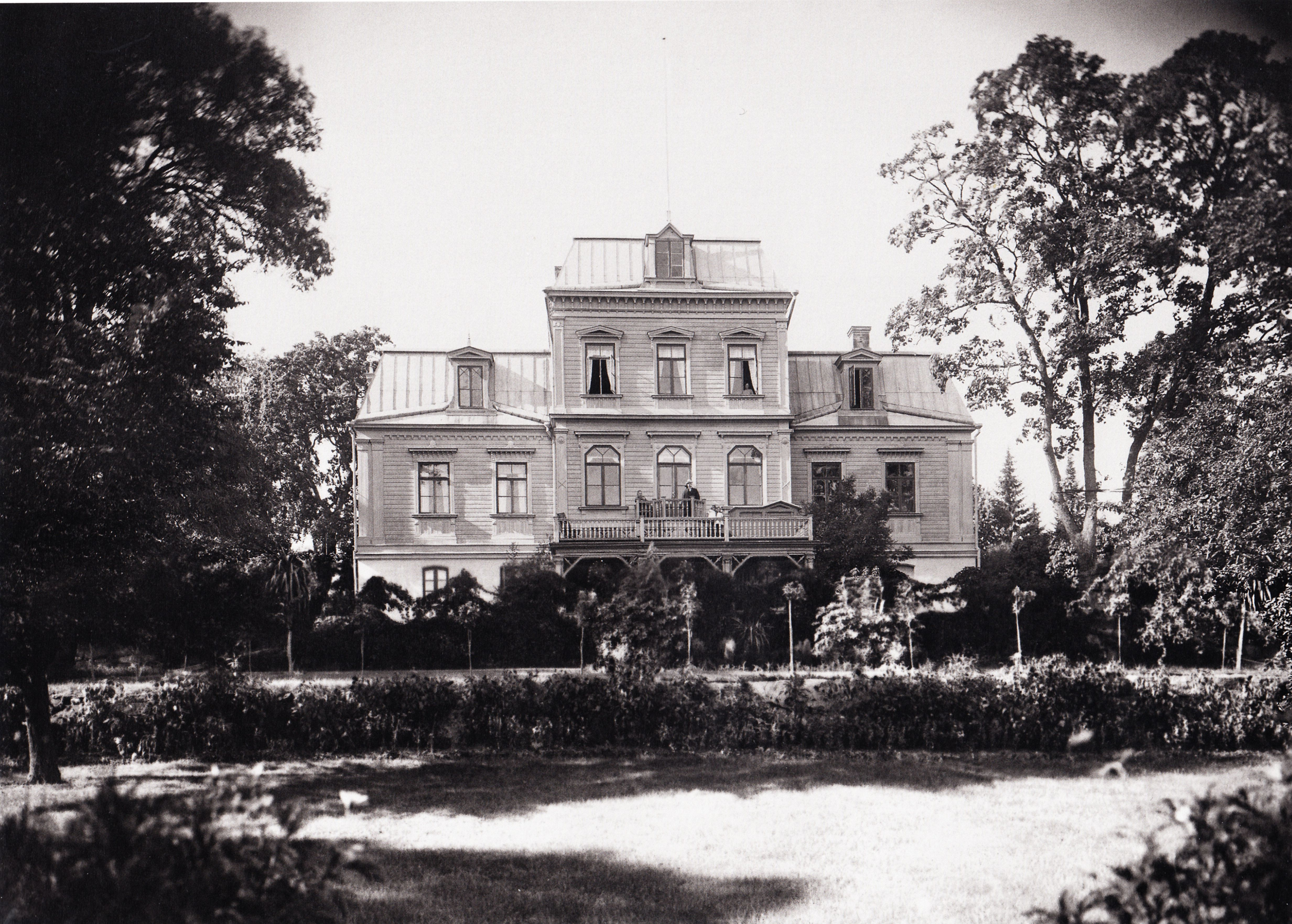
Panství Östersundom, před rokem 1920

## Osobní život a smrt
Branderová se nikdy nevdala. Zemřela v obci Sipoo v roce 1942.